# Grup Jané
El Grup Jané (en castellà i oficialment, Grupo Jané) és un grup empresarial català fabricant de cotxets per a nadons, cadires de seguretat i productes de puericultura i maternitat. La seva raó social és Jané, S.A. i té la seu al número 34 del carrer Mercaders de Palau-solità i Plegamans, Vallès Occidental (al polígon industrial Riera de Caldes). El grup comercialitza les marques Jané, Concord, Nurse i Be Cool i exporta a vora 50 països, amb un volum d'exportació situat al voltant del 40% de la producció total de l'empresa.

## Història
Jané fou fundada el 1932 pel manyà barceloní Manel Jané Vidal, qui després de dissenyar un cotxet per al seu fill com a repte personal va transformar la manyeria heretada del seu pare en una fàbrica de cotxets. Cap a la dècada de 1980, Jané era una marca consolidada en el mercat espanyol que, a més a més, dissenyava i comercialitzava productes de puericultura i de mica en mica començava a afermar-se en la seva expansió internacional. El 1981 es va crear la marca Nurse, amb menys línies de negoci i dissenys més senzills.
A començaments de la dècada de 1990, Jané decideix introduir-se al mercat de les cadires de seguretat. El 2003 crea el "Jané Crash Test", un simulador de xoc privat per a desenvolupar cadires de seguretat infantils.
El 2004, l'empresa es va consolidar com a Grup Jané tot adquirint l'empresa alemanya Concord. Actualment, les tres marques es distribueixen dins i fora de l'estat espanyol, cadascuna amb el seu públic estratègic i objectius diferents.

## Productes
Els sectors del mercat infantil en què Jané participa són els següents:
- Puericultura: Cotxets, trones, hamaques i cadires de seguretat.
- Seguretat: Cadires de retenció infantil.
- Alimentació infantil i accessoris alimentaris: Xumets, termos, robots de cuina.
- Joguines: Sonalls, peluixos, etc.
- Higiene i cosmètica: Tallaungles, esponges, tisoretes, etc.

## Responsabilitat Social Corporativa
Jané duu a terme una tasca social per a contribuir a millorar les condicions de mobilitat dels nens:
- Destina gran part dels seus recursos a investigació per a aconseguir productes més segurs.
- Ha creat el programa "Jané Educa" per a conscienciar els nens de la importància de fer servir correctament les cadires de seguretat. El programa es realitza als seus laboratoris d'investigació, el "Jané Crash Test Research Center".
- Participa en l'elaboració i difusió de múltiples estudis sobre la seguretat infantil.[7]
- Ha desenvolupat "La Guia Jané", un Web i aplicació per a smartphones, que ofereix activitats per a fer en família.